# Werk aan het Spoel
Werk aan het Spoel is een onderdeel van de Nieuwe Hollandse Waterlinie. Het werk ligt langs de Lek op een kilometer ten oosten van Fort Everdingen, vlak bij de stad Culemborg. Het is gebouwd in de periode 1816-1824 en had tot doel om de aldaar gelegen waaiersluis te beschermen. Samen met de inundatievoorzieningen van Fort Everdingen kon hiermee de polder tussen Culemborg en de Diefdijk onder water worden gezet om Holland te beschermen tegen de vijand.

## Nieuwe bestemming
Stichting Werk aan het Spoel heeft in opdracht van de gemeente Culemborg het fort een nieuwe bestemming gegeven voor horeca en culturele activiteiten te midden van een historisch en landschappelijk decor.

## Fotogalerij

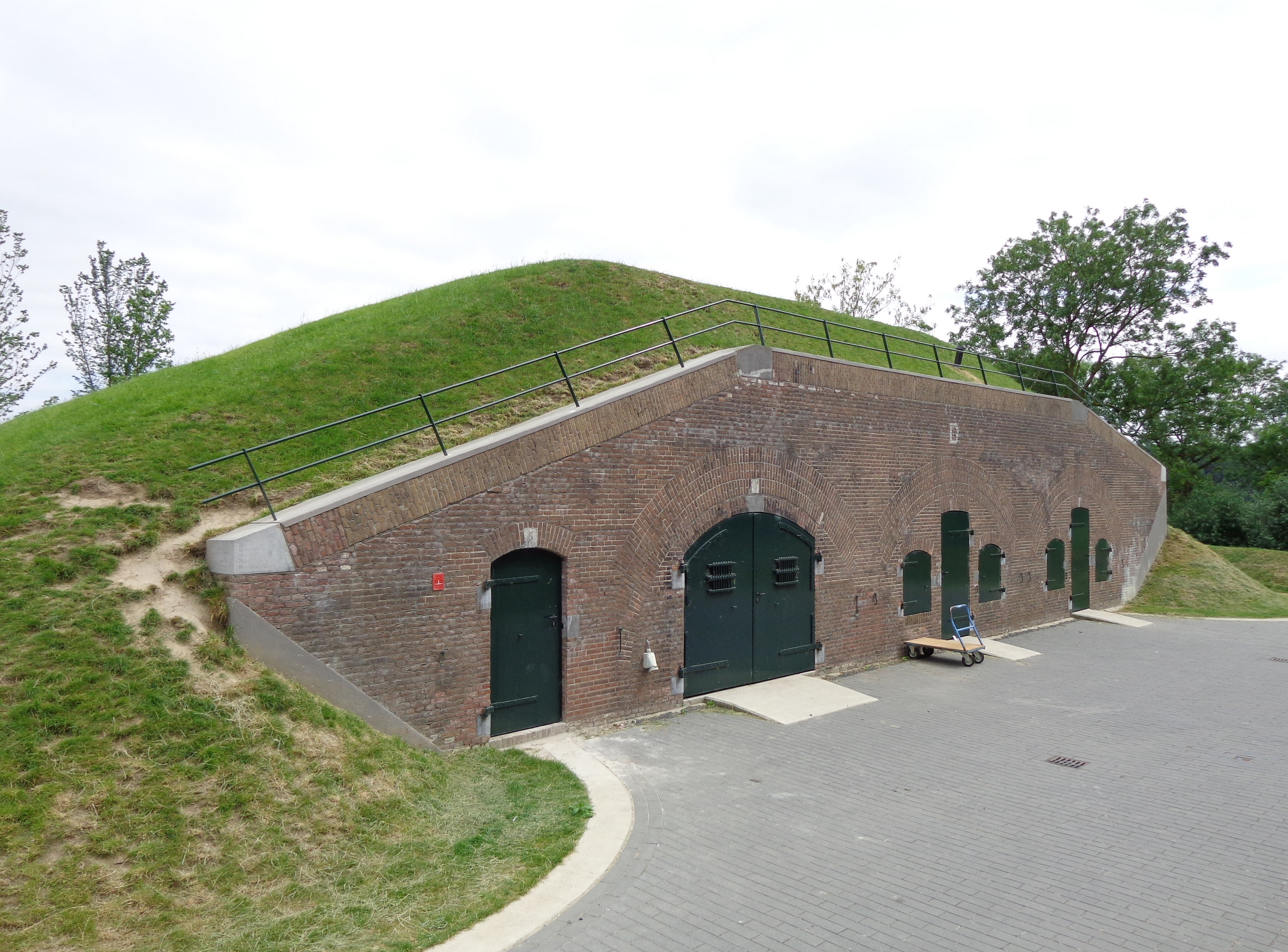
Bomvrij gebouw
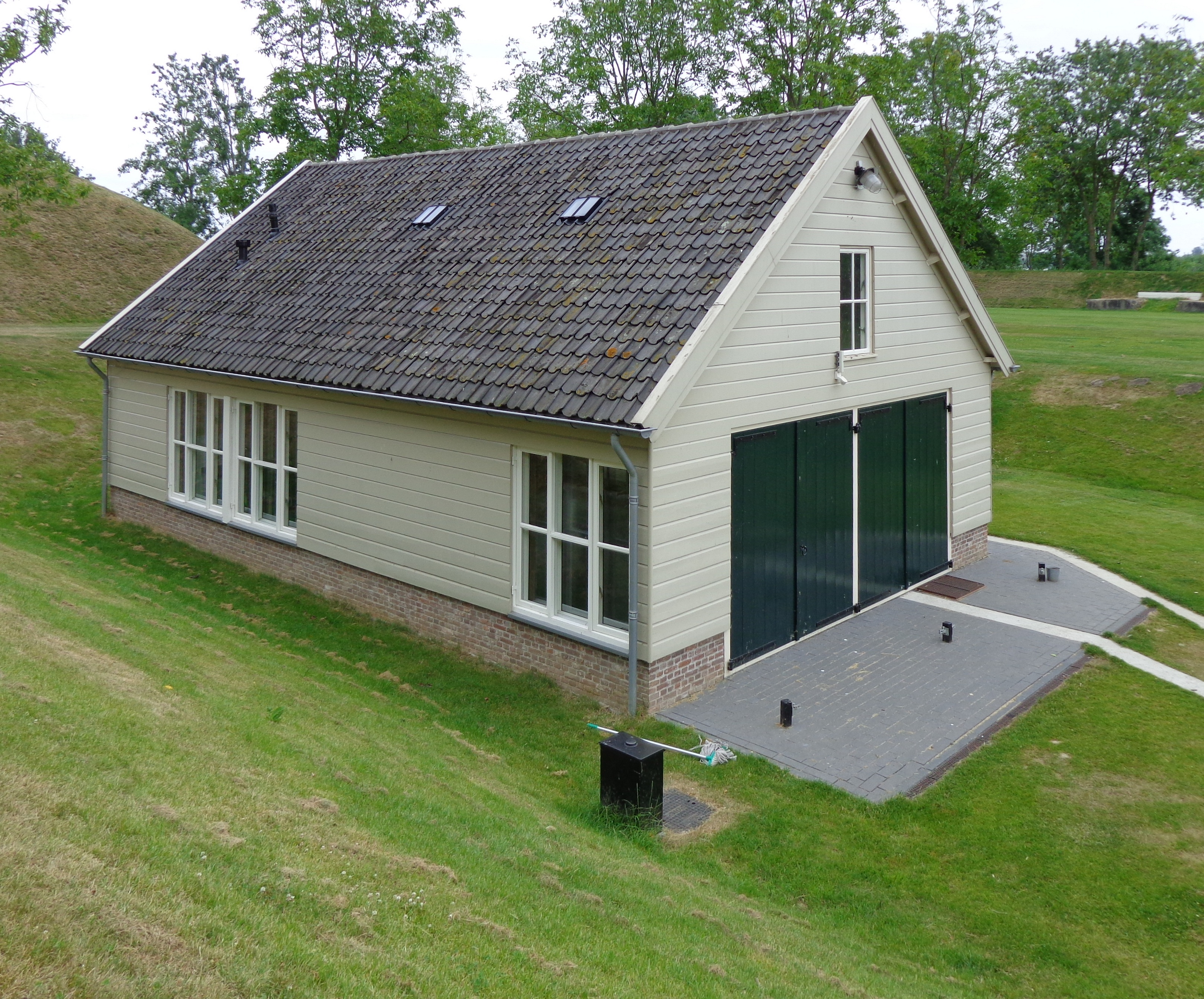
Genieloods
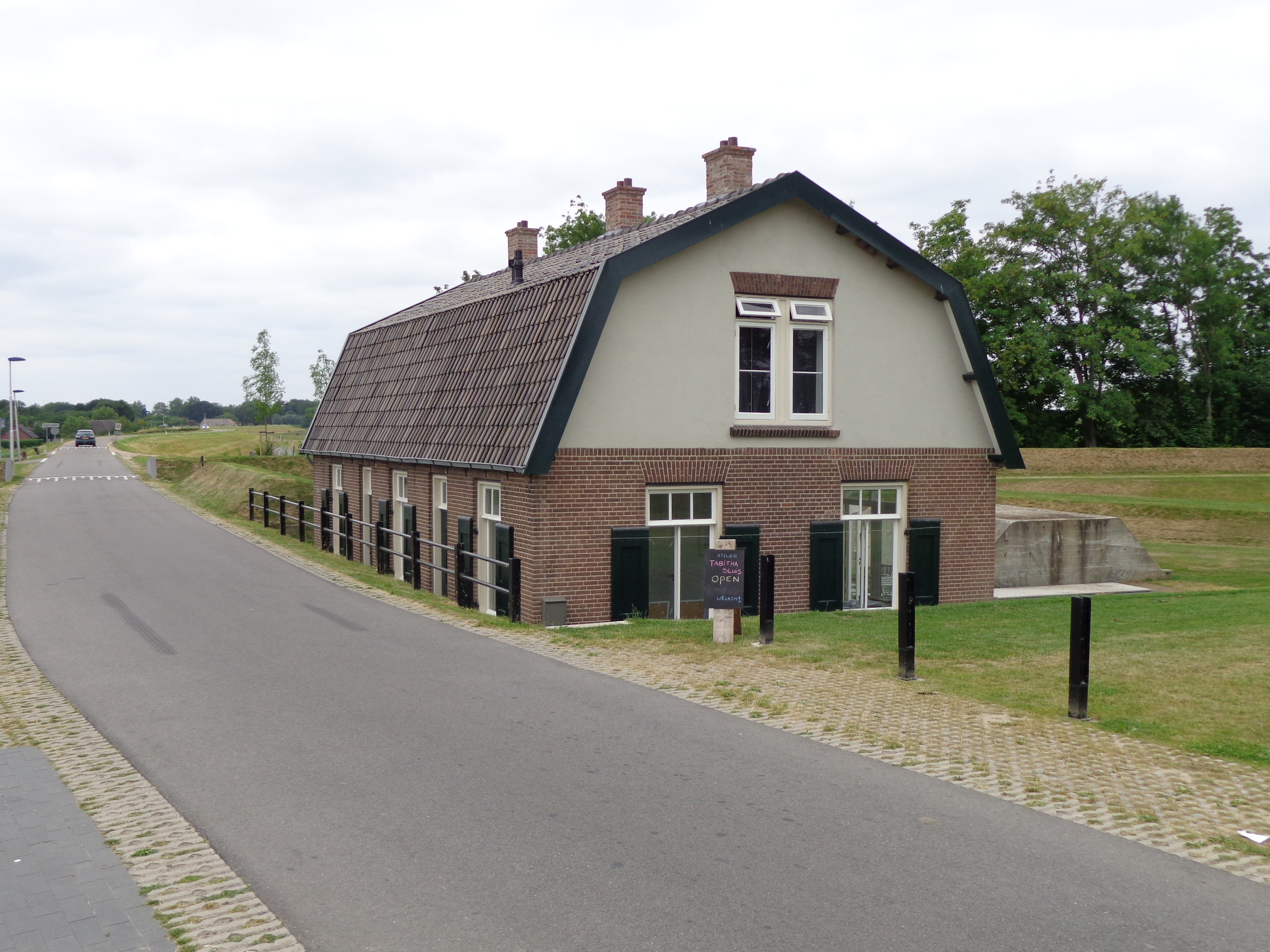
Fortwachterswoning
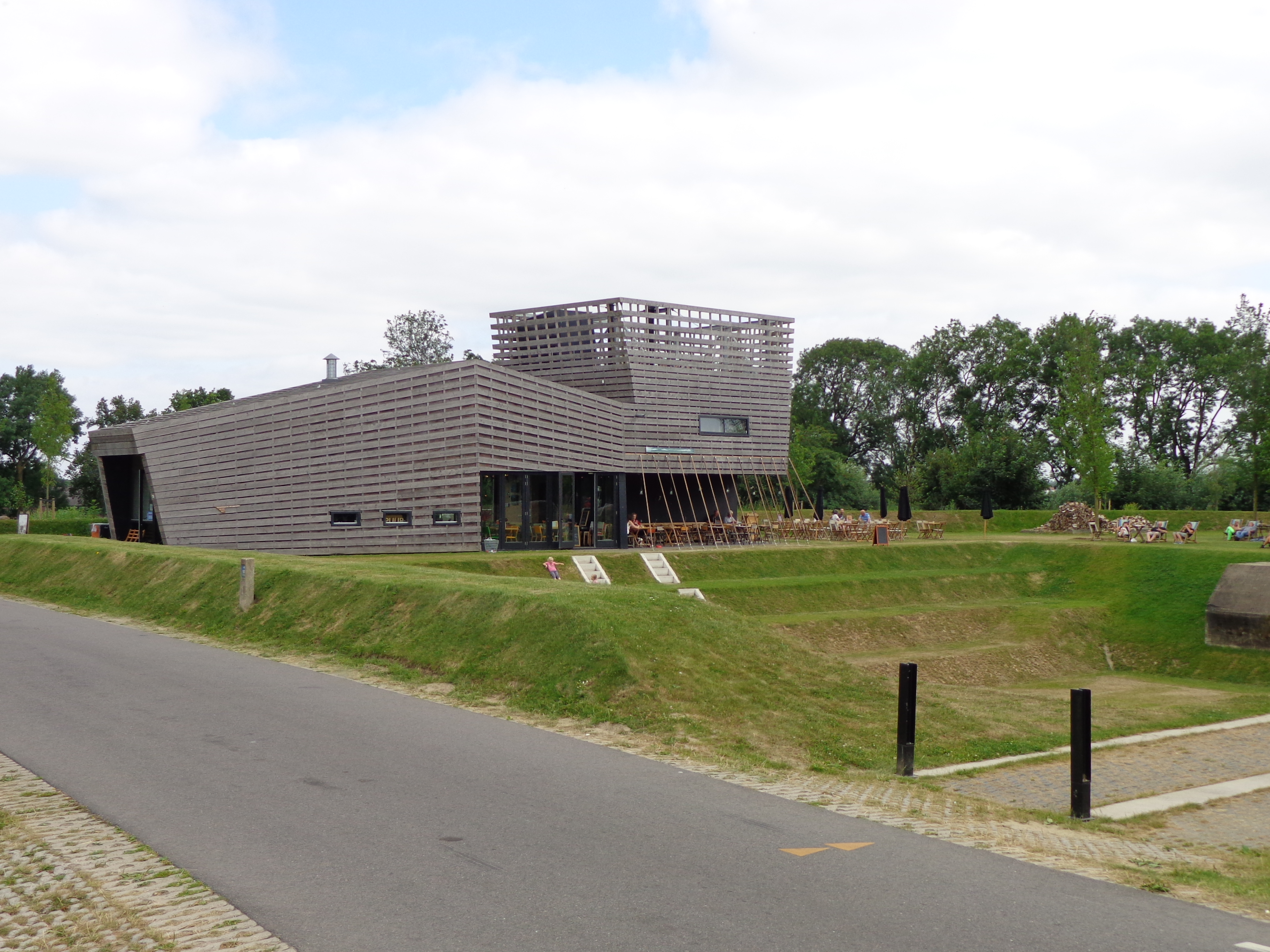
Forthuis en Openluchttheater
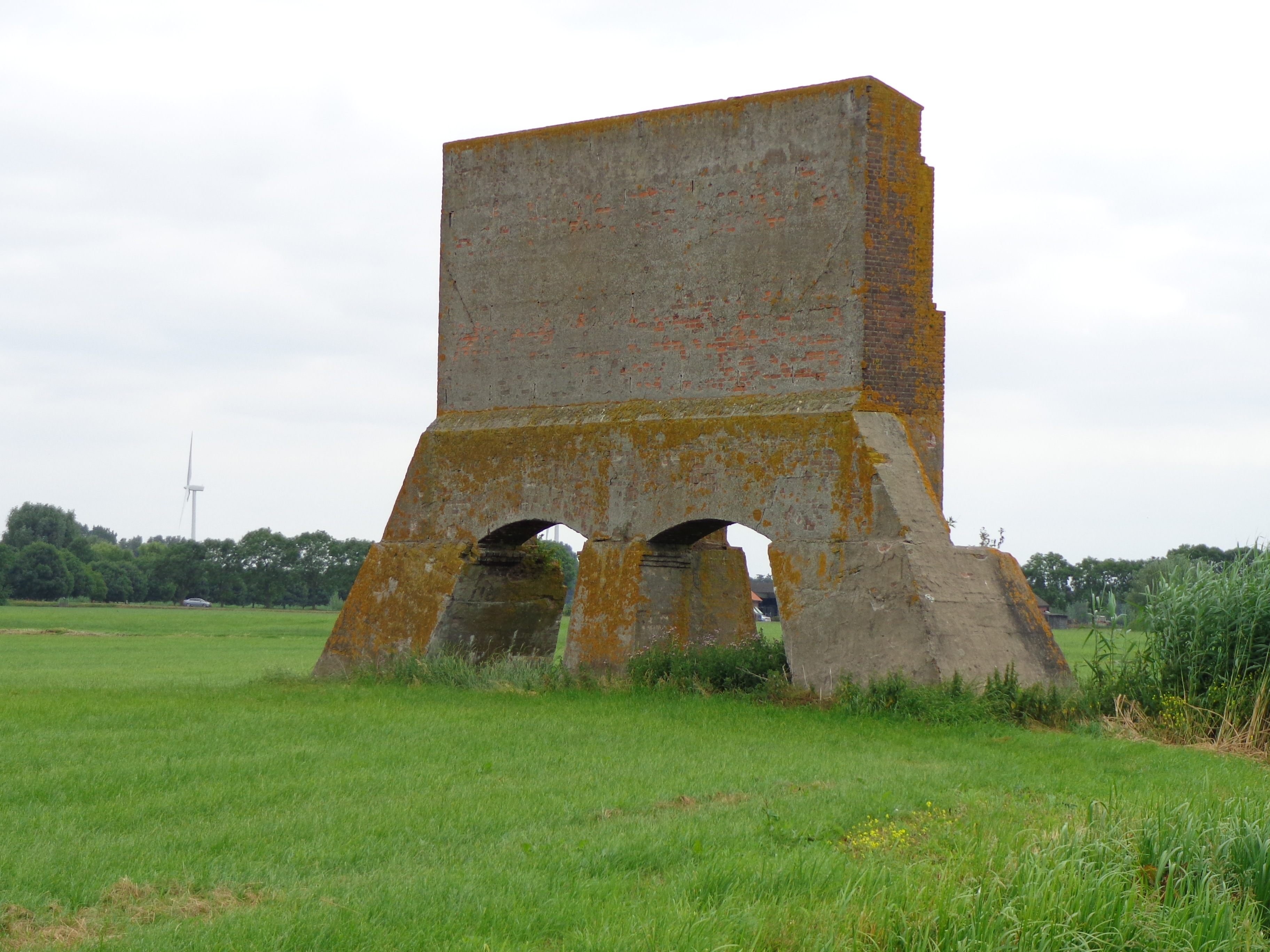
Kogelvanger
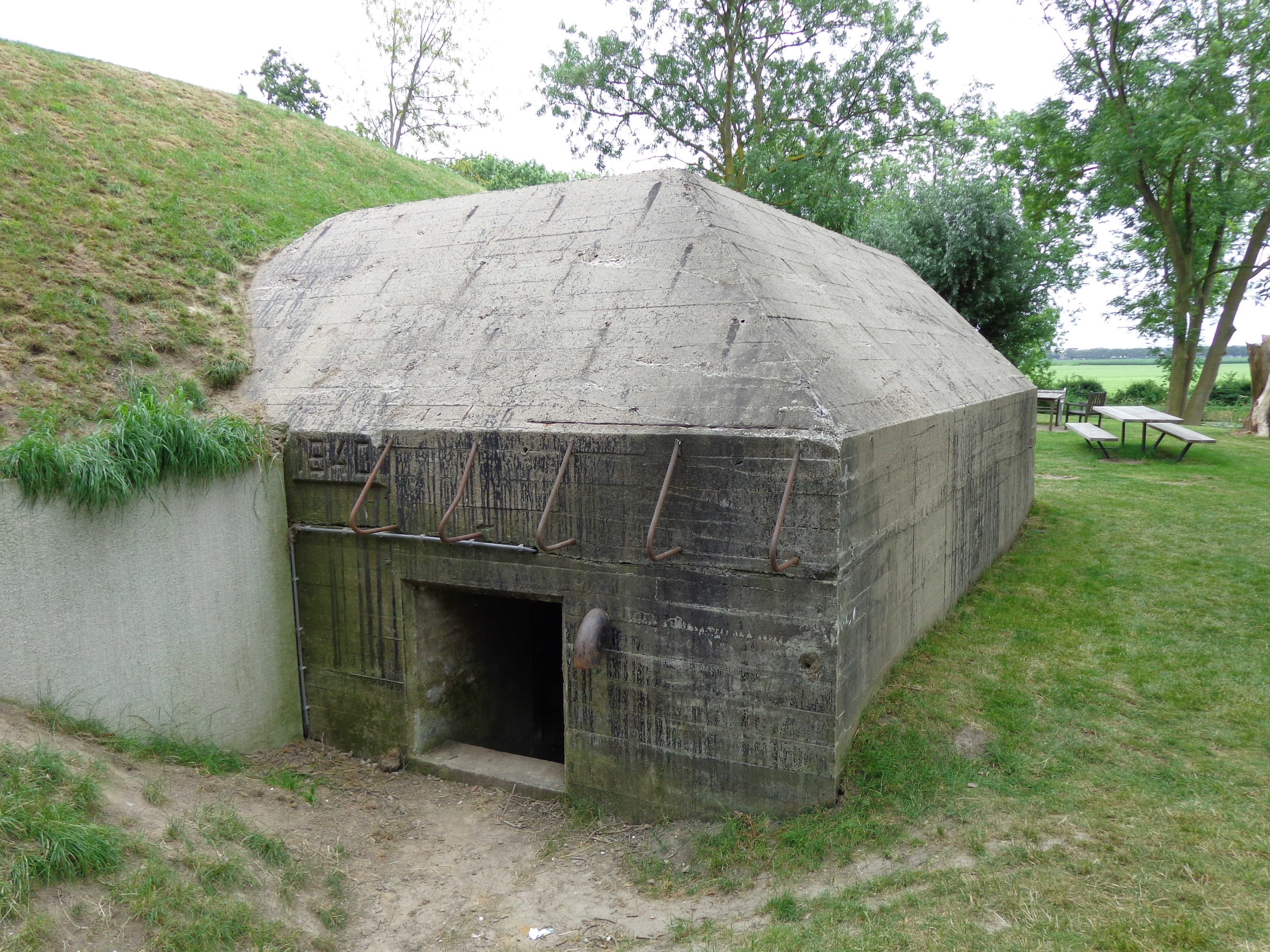
Groepsschuilplaats Type P

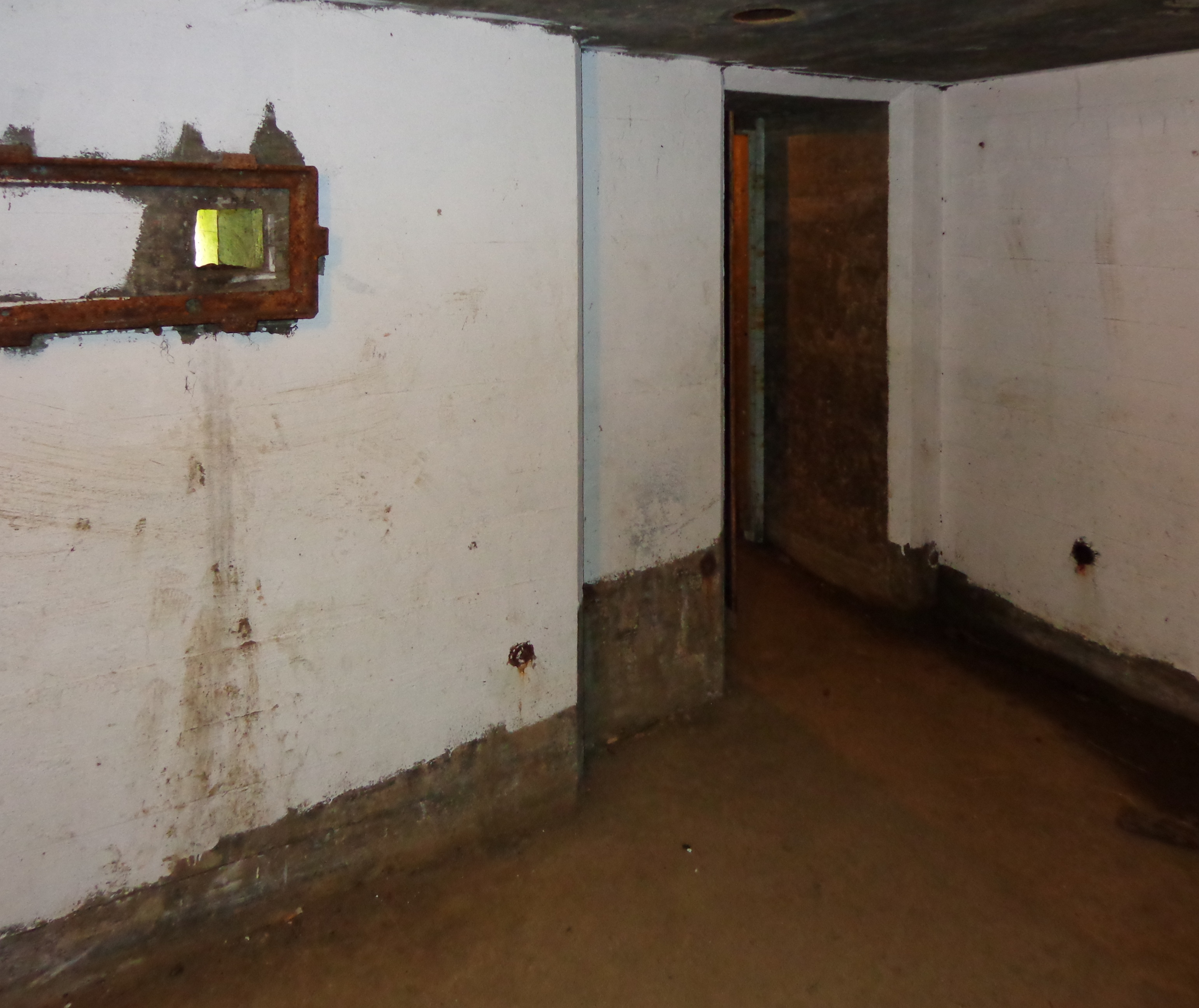
Interieur van deze groepsschuilplaats
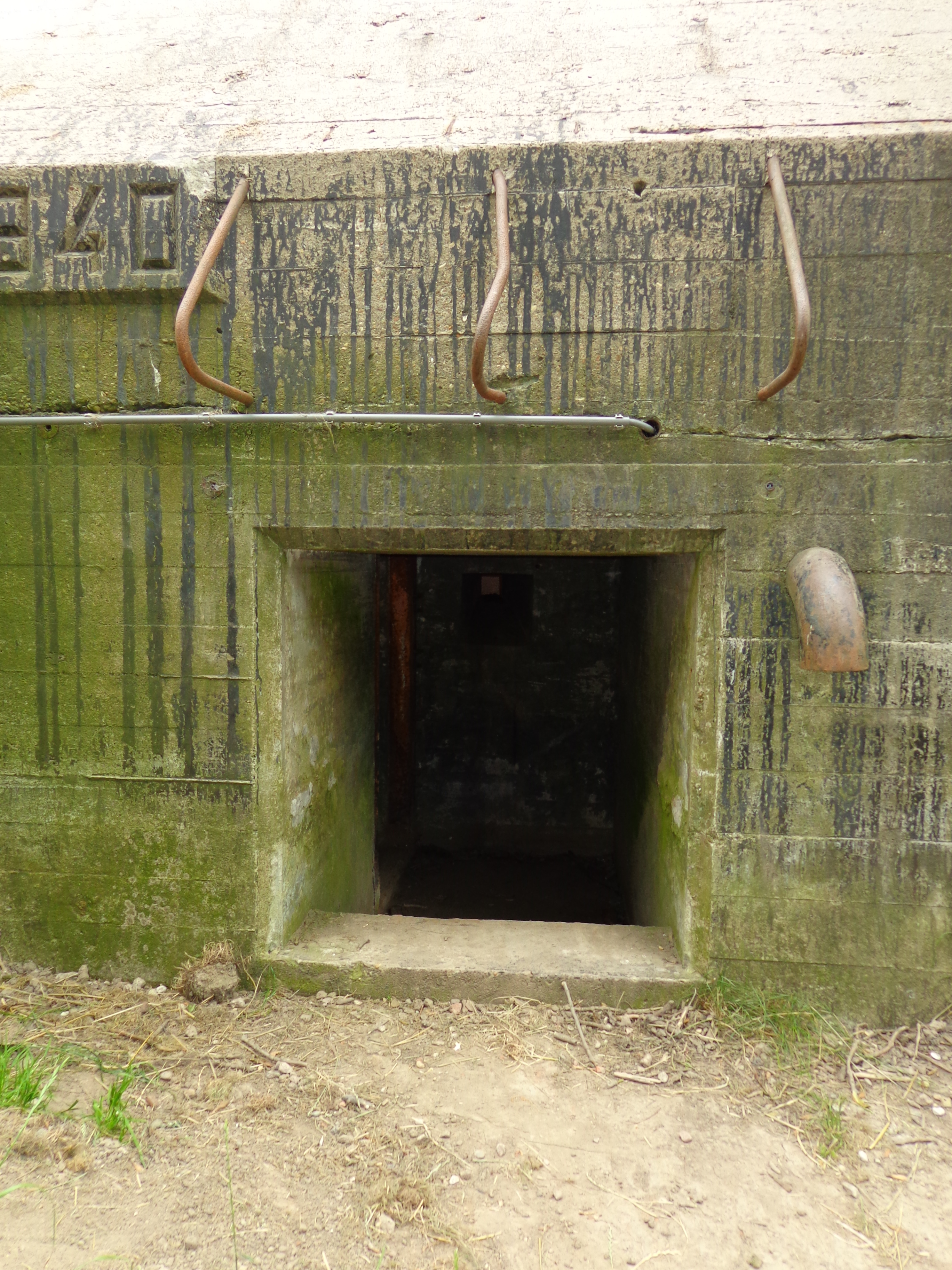
Groepsschuilplaats ingang
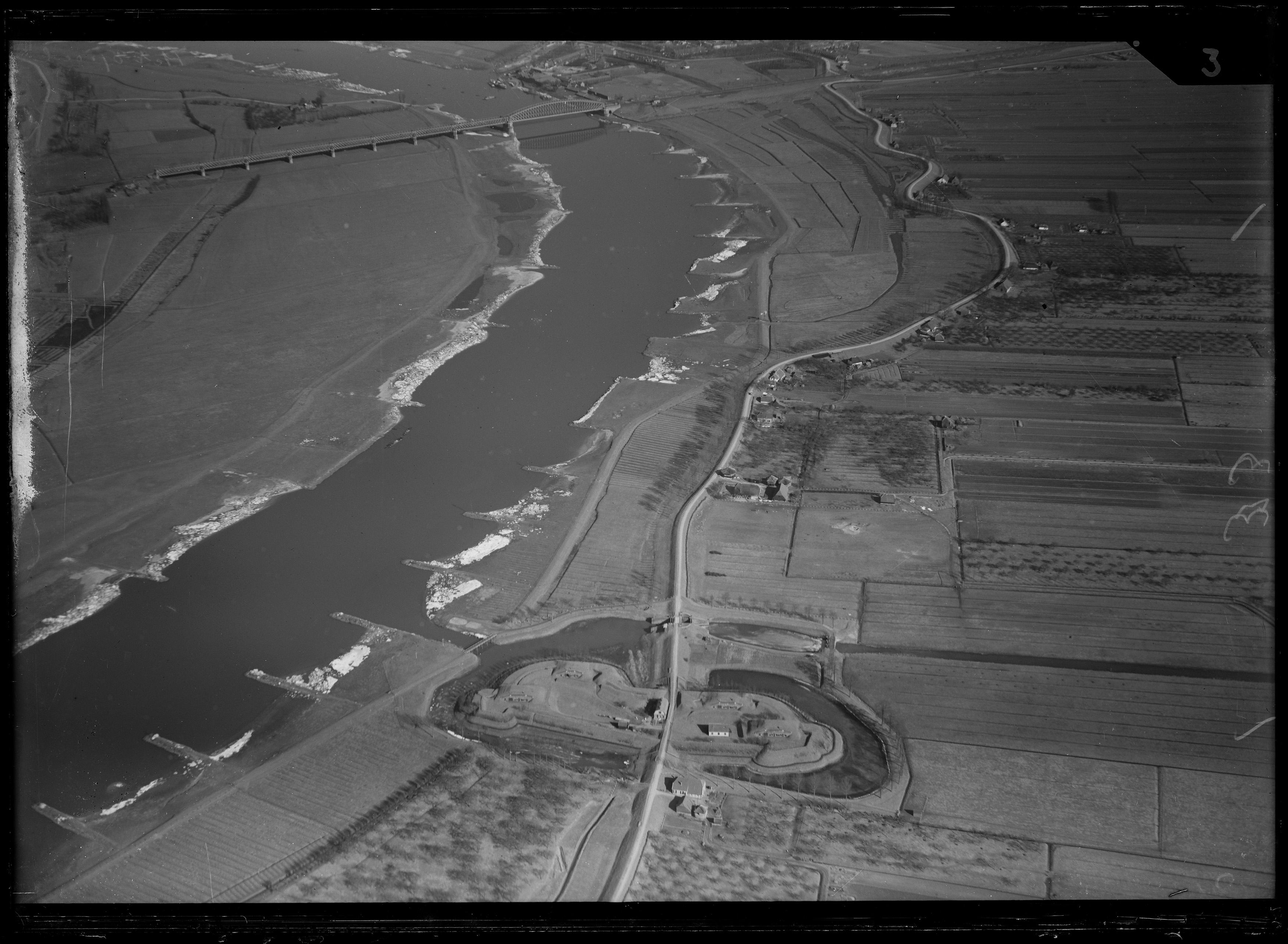
Luchtfoto van Werk aan het Spoel door de Luchtvaartafdeeling, 1920-1940
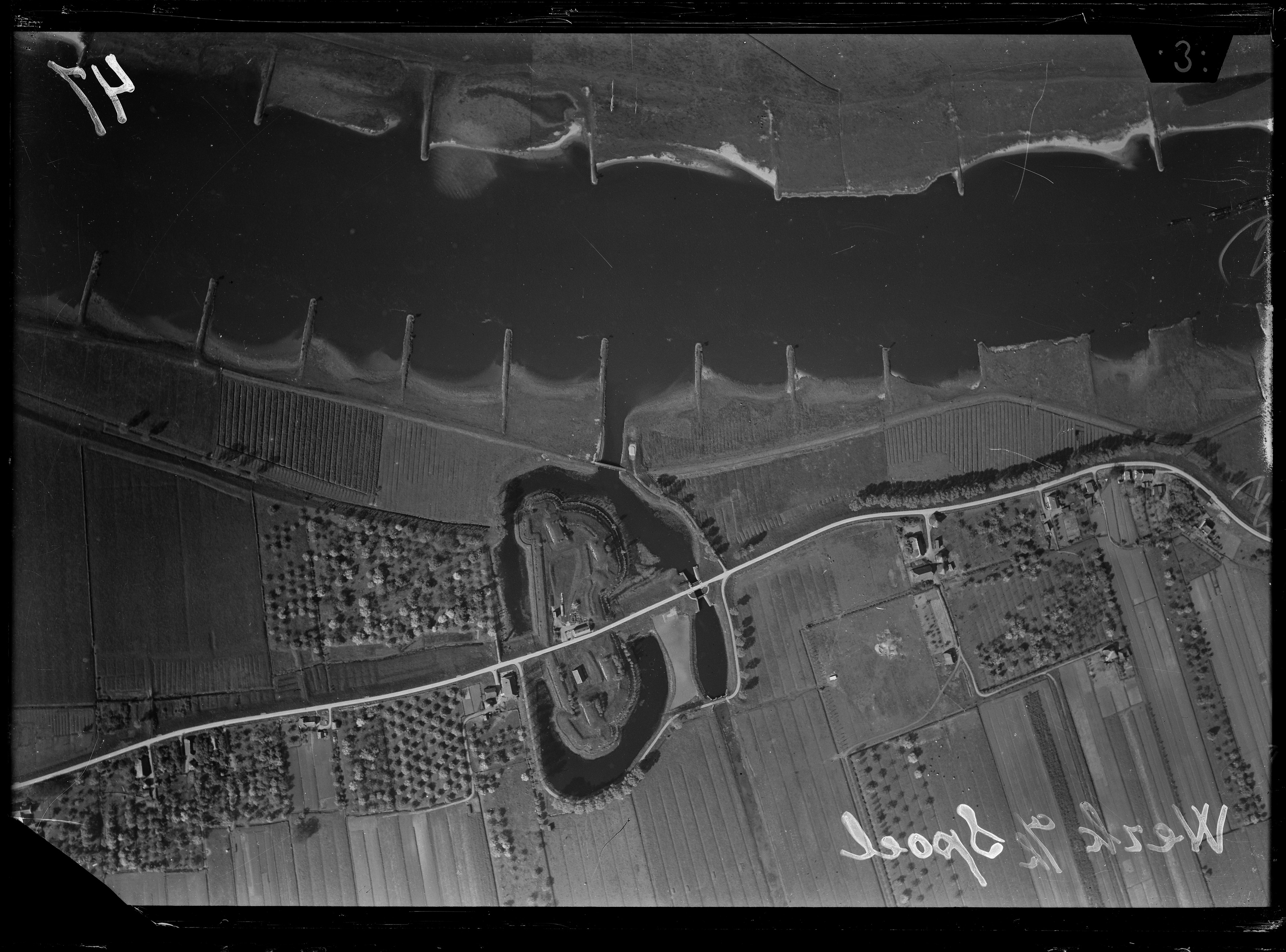
Luchtfoto van Werk aan het Spoel door de Luchtvaartafdeeling, 1920-1940
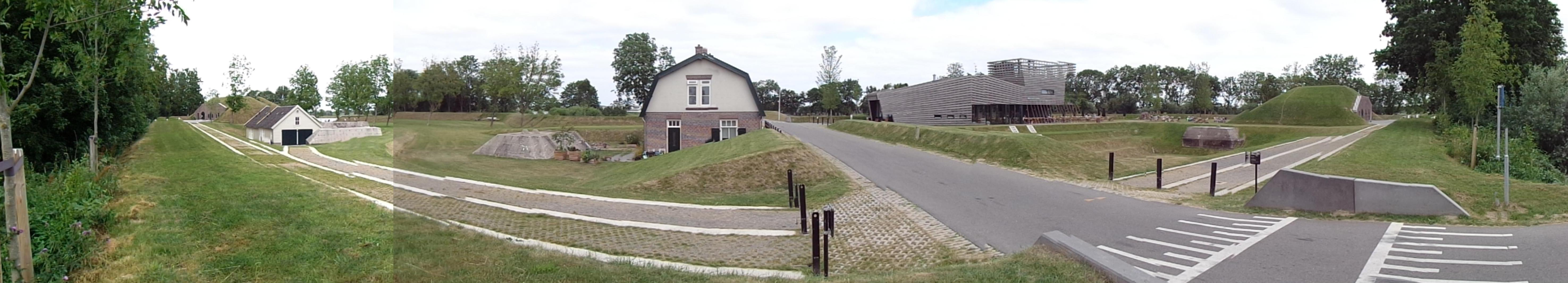
Panoramafoto Werk aan het Spoel